# Eishockey-Weltmeisterschaft der U18-Junioren 2018
Die 20. Eishockey-Weltmeisterschaften der U18-Junioren der Internationalen Eishockey-Föderation IIHF waren die Eishockey-Weltmeisterschaften des Jahres 2018 in der Altersklasse der Unter-Achtzehnjährigen (U18). Insgesamt nahmen zwischen dem 24. März und 29. April 2018 43 Nationalmannschaften an den sieben Turnieren der Top-Division sowie der Divisionen I bis III teil.
Der Weltmeister wurde zum vierten Mal insgesamt die finnische Mannschaft, die den Vorjahres-Weltmeister USA im Finale mit 3:2 bezwingen konnte und sich damit für die Vorjahresniederlage revanchierte. Es war der zweite Titelgewinn der Finnen in den zurückliegenden drei Jahren. Den dritten Rang belegte die schwedische Auswahl, die sich gegen Tschechien durchsetzte. Die deutsche Mannschaft belegte den zweiten Rang in der Gruppe A der Division I und verpasste damit abermals den Aufstieg in die Top-Division, verbesserte sich aber im Vergleich zum Vorjahr deutlich. Das Schweizer Team beendete das Turnier auf dem neunten Rang, nachdem es sich in der Abstiegsrunde gegenüber Frankreich hatte behaupten können. Österreich erreichte in der Gruppe B der Division I wieder den zweiten Rang und verpasste damit den erneuten Wiederaufstieg in die A-Gruppe.

## Teilnehmer, Austragungsorte und -zeiträume
- Top-Division: 19. bis 29. April 2018 in Tscheljabinsk und Magnitogorsk, Russland
Teilnehmer:  Belarus,  Finnland,  Kanada,  Frankreich (Aufsteiger),  Russland,  Schweden,  Schweiz,  Slowakei,  Tschechien,  USA (Titelverteidiger)

- Division I
  - Gruppe A: 2. bis 8. April 2018 in Riga, Lettland
Teilnehmer:  Dänemark,  Deutschland,  Kasachstan,  Lettland (Absteiger),  Norwegen,  Slowenien (Aufsteiger)
  - Gruppe B: 14. bis 20. April 2018 in Kiew, Ukraine
Teilnehmer:  Italien,  Japan,  Österreich,  Rumänien (Aufsteiger),  Ukraine,  Ungarn (Absteiger)

- Division II
  - Gruppe A: 1. bis 7. April 2018 in Tallinn, Estland
Teilnehmer:  Australien (Aufsteiger),  Estland,  Großbritannien,  Litauen,  Polen (Absteiger),  Südkorea
  - Gruppe B: 24. bis 30. März 2018 in Zagreb, Kroatien
Teilnehmer:  Volksrepublik China (Aufsteiger),  Island,  Kroatien (Absteiger),  Niederlande,  Serbien,  Spanien

- Division III:
  - Gruppe A: 26. März bis 1. April 2018 in Erzurum, Türkei
Teilnehmer:  Belgien (Absteiger),  Bulgarien,  Republik China (Taiwan),  Israel,  Mexiko (Aufsteiger),  Türkei
  - Gruppe B: 26. bis 28. April 2018 in Queenstown, Neuseeland
Teilnehmer:  Hongkong,  Neuseeland (Absteiger),  Südafrika

## Top-Division
Die U18-Weltmeisterschaft wurde vom 19. bis zum 29. April 2018 in den russischen Städten Tscheljabinsk und Magnitogorsk ausgetragen. Gespielt wurde in der Eissportarena Traktor (7.500 Plätze) in Tscheljabinsk sowie in der Arena Metallurg in Magnitogorsk mit 7.700 Plätzen. Insgesamt besuchten 159.176 Zuschauer die 30 Turnierspiele, was einem Schnitt von 5.305 pro Partie entspricht.
Am Turnier nahmen zehn Nationalmannschaften teil, die in zwei Gruppen zu je fünf Teams spielten. Dabei setzten sich die beiden Gruppen nach den Platzierungen der Nationalmannschaften bei der Weltmeisterschaft 2017 nach folgendem Schlüssel zusammen:
| Gruppe A     | Gruppe B        |
| USA (1)      | Finnland (2)    |
| Schweden (4) | Russland (3)    |
| Kanada (5)   | Slowakei (6)    |
| Schweiz (8)  | Tschechien (7)  |
| Belarus (9)  | Frankreich (11) |

Der Weltmeister wurde zum vierten Mal insgesamt die finnische Mannschaft, die den Vorjahres-Weltmeister USA im Finale mit 3:2 bezwingen konnte und sich damit für die Vorjahresniederlage revanchierte. Es war der zweite Titelgewinn der Finnen in den zurückliegenden drei Jahren. Den dritten Rang belegte die schwedische Auswahl, die sich gegen Tschechien durchsetzte.

### Modus
Bereits für die Weltmeisterschaft 2013 wurde ein neuer Spielmodus beschlossen. Nach den Gruppenspielen der Vorrunde qualifizieren sich die vier Gruppenbesten für das Viertelfinale. Die beiden Fünften der Gruppenspiele bestreiten die Abstiegsrunde im Modus „Best-of-Three“ und ermitteln dabei einen Absteiger in die Division IA. Die Platzierungsspiele um Platz sieben und fünf entfallen weiterhin.

### Austragungsorte
| Tscheljabinsk |

| Magnitogorsk |

| Tscheljabinsk |

| Magnitogorsk |

### Vorrunde

#### Gruppe A
| 19. April 2018 15:30 Uhr (Ortszeit) | Schweden | 3:1 (1:0, 2:1, 0:0) Spielbericht | Schweiz | Arena Metallurg, Magnitogorsk Zuschauer: 2.920 |

| 19. April 2018 19:30 Uhr | Kanada | 6:4 (1:1, 3:1, 2:2) Spielbericht | USA | Arena Metallurg, Magnitogorsk Zuschauer: 7.405 |

| 20. April 2018 15:30 Uhr | Schweiz | 5:8 (1:3, 4:3, 0:2) Spielbericht | USA | Arena Metallurg, Magnitogorsk Zuschauer: 3.017 |

| 20. April 2018 19:30 Uhr | Kanada | 8:3 (5:2, 1:0, 2:1) Spielbericht | Belarus | Arena Metallurg, Magnitogorsk Zuschauer: 6.818 |

| 21. April 2018 15:30 Uhr | Belarus | 3:4 (1:0, 1:2, 1:2) Spielbericht | Schweden | Arena Metallurg, Magnitogorsk Zuschauer: 4.691 |

| 22. April 2018 15:30 Uhr | USA | 1:3 (1:1, 0:0, 0:2) Spielbericht | Schweden | Arena Metallurg, Magnitogorsk Zuschauer: 5.715 |

| 22. April 2018 19:30 Uhr | Schweiz | 0:5 (0:1, 0:3, 0:1) Spielbericht | Kanada | Arena Metallurg, Magnitogorsk Zuschauer: 7.345 |

| 23. April 2018 15:30 Uhr | Belarus | 5:4 (0:2, 2:0, 3:2) Spielbericht | Schweiz | Arena Metallurg, Magnitogorsk Zuschauer: 3.090 |

| 24. April 2018 15:30 Uhr | USA | 8:0 (2:0, 5:0, 1:0) Spielbericht | Belarus | Arena Metallurg, Magnitogorsk Zuschauer: 4.876 |

| 24. April 2018 19:30 Uhr | Schweden | 2:3 n. V. (1:0, 0:1, 1:1, 0:1) Spielbericht | Kanada | Arena Metallurg, Magnitogorsk Zuschauer: 7.273 |

| Pl. |          | Sp | S | OTS | OTN | N | Tore  | Punkte |
| 1.  | Kanada   | 4  | 3 | 1   | 0   | 0 | 22:09 | 11     |
| 2.  | Schweden | 4  | 3 | 0   | 1   | 0 | 12:08 | 10     |
| 3.  | USA      | 4  | 2 | 0   | 0   | 2 | 21:14 | 6      |
| 4.  | Belarus  | 4  | 1 | 0   | 0   | 3 | 11:24 | 3      |
| 5.  | Schweiz  | 4  | 0 | 0   | 0   | 4 | 10:21 | 0      |

Abkürzungen: Pl. = Platz, Sp = Spiele, S = Siege, OTS = Siege nach Verlängerung (Overtime) oder Penaltyschießen, OTN = Niederlagen nach Verlängerung oder Penaltyschießen, N = Niederlagen

Erläuterungen: Viertelfinalqualifikant, Abstiegsrundenqualifikant

#### Gruppe B
| 19. April 2018 15:30 Uhr | Slowakei | 2:5 (0:1, 2:2, 0:2) Spielbericht | Finnland | Eissportarena Traktor, Tscheljabinsk Zuschauer: 1.217 |

| 19. April 2018 19:30 Uhr | Russland | 7:1 (4:0, 2:0, 1:1) Spielbericht | Frankreich | Eissportarena Traktor, Tscheljabinsk Zuschauer: 6.771 |

| 20. April 2018 15:30 Uhr | Frankreich | 0:7 (0:0, 0:3, 0:4) Spielbericht | Finnland | Eissportarena Traktor, Tscheljabinsk Zuschauer: 2.170 |

| 20. April 2018 19:30 Uhr | Slowakei | 5:2 (4:1, 1:1, 0:0) Spielbericht | Tschechien | Eissportarena Traktor, Tscheljabinsk Zuschauer: 3.580 |

| 21. April 2018 15:30 Uhr | Tschechien | 2:3 (1:0, 0:1, 1:2) Spielbericht | Russland | Eissportarena Traktor, Tscheljabinsk Zuschauer: 7.498 |

| 22. April 2018 15:30 Uhr | Finnland | 5:4 (2:2, 1:2, 2:0) Spielbericht | Russland | Eissportarena Traktor, Tscheljabinsk Zuschauer: 7.496 |

| 22. April 2018 19:30 Uhr | Frankreich | 1:7 (1:2, 0:3, 0:2) Spielbericht | Slowakei | Eissportarena Traktor, Tscheljabinsk Zuschauer: 4.590 |

| 23. April 2018 15:30 Uhr | Tschechien | 9:2 (1:1, 3:1, 5:0) Spielbericht | Frankreich | Eissportarena Traktor, Tscheljabinsk Zuschauer: 3.781 |

| 24. April 2018 15:30 Uhr | Finnland | 4:2 (0:0, 4:0, 0:2) Spielbericht | Tschechien | Eissportarena Traktor, Tscheljabinsk Zuschauer: 4.620 |

| 24. April 2018 19:30 Uhr | Russland | 6:5 n. P. (1:3, 3:1, 1:1, 0:0, 1:0) Spielbericht | Slowakei | Eissportarena Traktor, Tscheljabinsk Zuschauer: 7.367 |

| Pl. |            | Sp | S | OTS | OTN | N | Tore  | Punkte |
| 1.  | Finnland   | 4  | 4 | 0   | 0   | 0 | 21:08 | 12     |
| 2.  | Russland   | 4  | 2 | 1   | 0   | 1 | 20:13 | 8      |
| 3.  | Slowakei   | 4  | 2 | 0   | 1   | 1 | 19:14 | 7      |
| 4.  | Tschechien | 4  | 1 | 0   | 0   | 3 | 15:14 | 3      |
| 5.  | Frankreich | 4  | 0 | 0   | 0   | 4 | 04:30 | 0      |

Abkürzungen: Pl. = Platz, Sp = Spiele, S = Siege, OTS = Siege nach Verlängerung (Overtime) oder Penaltyschießen, OTN = Niederlagen nach Verlängerung oder Penaltyschießen, N = Niederlagen

Erläuterungen: Viertelfinalqualifikant, Abstiegsrundenqualifikant

### Abstiegsrunde
Die Relegationsrunde wird im Modus „Best-of-Three“ ausgetragen. Hierbei treffen der Fünftplatzierte der Gruppe A und der Fünfte der Gruppe B aufeinander. Die Mannschaft, die von maximal drei Spielen zuerst zwei für sich entscheiden kann, verbleibt in der WM-Gruppe, der Verlierer steigt in die Division IA ab.
| 26. April 2018 11:30 Uhr (Ortszeit) | Schweiz | 5:2 (1:1, 4:0, 0:1) Spielbericht Stand: 1:0 | Frankreich | Arena Metallurg, Magnitogorsk Zuschauer: 3.086 |

| 28. April 2018 13:30 Uhr | Frankreich | 0:6 (0:2, 0:2, 0:2) Spielbericht Stand: 0:2 | Schweiz | Arena Metallurg, Magnitogorsk Zuschauer: 4.650 |

### Finalrunde
|  | Viertelfinale | Viertelfinale | Viertelfinale |  |  | Halbfinale | Halbfinale | Halbfinale |  |  | Finale           | Finale           | Finale           |
|  |               |               |               |  |  |            |            |            |  |  |                  |                  |                  |
|  | A1            | Kanada        | 1             |  |  |            |            |            |  |  |                  |                  |                  |
|  | B4            | Tschechien    | 2             |  |  |            |            |            |  |  |                  |                  |                  |
|  |               |               |               |  |  | B4         | Tschechien | 1          |  |  |                  |                  |                  |
|  |               |               |               |  |  | A3         | USA        | 4          |  |  |                  |                  |                  |
|  | B2            | Russland      | 1             |  |  |            |            |            |  |  |                  |                  |                  |
|  | A3            | USA           | 5             |  |  |            |            |            |  |  |                  |                  |                  |
|  |               |               |               |  |  |            |            |            |  |  | A3               | USA              | 2                |
|  |               |               |               |  |  |            |            |            |  |  | B1               | Finnland         | 3                |
|  | B1            | Finnland      | 5             |  |  |            |            |            |  |  |                  |                  |                  |
|  | A4            | Belarus       | 2             |  |  |            |            |            |  |  |                  |                  |                  |
|  |               |               |               |  |  | B1         | Finnland   | 2          |  |  |                  |                  |                  |
|  |               |               |               |  |  | A2         | Schweden   | 0          |  |  | Spiel um Platz 3 | Spiel um Platz 3 | Spiel um Platz 3 |
|  | A2            | Schweden      | 6             |  |  |            |            |            |  |  | A2               | Schweden         | 5                |
|  | B3            | Slowakei      | 1             |  |  |            |            |            |  |  | B4               | Tschechien       | 2                |

#### Viertelfinale
| 26. April 2018 15:30 Uhr (Ortszeit) | Finnland | 5:2 (3:0, 2:1, 0:1) Spielbericht | Belarus | Eissportarena Traktor, Tscheljabinsk Zuschauer: 4.879 |

| 26. April 2018 15:30 Uhr | Schweden | 6:1 (1:0, 3:1, 2:0) Spielbericht | Slowakei | Arena Metallurg, Magnitogorsk Zuschauer: 4.460 |

| 26. April 2018 19:30 Uhr | Russland | 1:5 (0:1, 1:0, 0:4) Spielbericht | USA | Eissportarena Traktor, Tscheljabinsk Zuschauer: 7.499 |

| 26. April 2018 19:30 Uhr | Kanada | 1:2 (0:1, 0:0, 1:1) Spielbericht | Tschechien | Arena Metallurg, Magnitogorsk Zuschauer: 6.530 |

#### Halbfinale
| 28. April 2018 15:30 Uhr | Finnland | 2:0 (2:0, 0:0, 0:0) Spielbericht | Schweden | Eissportarena Traktor, Tscheljabinsk Zuschauer: 6.052 |

| 28. April 2018 19:30 Uhr | USA | 4:1 (1:0, 2:1, 1:0) Spielbericht | Tschechien | Eissportarena Traktor, Tscheljabinsk Zuschauer: 6.459 |

#### Spiel um Platz 3
| 29. April 2018 15:30 Uhr | Schweden | 5:2 (3:1, 1:1, 1:0) Spielbericht | Tschechien | Eissportarena Traktor, Tscheljabinsk Zuschauer: 5.813 |

#### Finale
| 29. April 2018 19:30 Uhr | Finnland | 3:2 (2:1, 0:1, 1:0) Spielbericht | USA | Eissportarena Traktor, Tscheljabinsk Zuschauer: 7.499 |

### Statistik

#### Beste Scorer
Abkürzungen: Sp = Spiele, T = Tore, V = Assists, Pkt = Punkte, +/− = Plus/Minus, SM = Strafminuten; Fett: Turnierbestwert
| Spieler            | Team     | Sp | T | V | Pkt | +/− | SM |
| ------------------ | -------- | -- | - | - | --- | --- | -- |
| Jack Hughes        | USA      | 7  | 5 | 7 | 12  | +3  | 2  |
| Maxim Čajkovič     | Slowakei | 5  | 4 | 7 | 11  | +7  | 6  |
| Niklas Nordgren    | Finnland | 7  | 8 | 2 | 10  | +10 | 4  |
| Jonatan Berggren   | Schweden | 7  | 5 | 5 | 10  | +7  | 2  |
| Kaapo Kakko        | Finnland | 7  | 4 | 6 | 10  | +8  | 2  |
| Oliver Wahlstrom   | USA      | 7  | 7 | 2 | 9   | +2  | 4  |
| Jesperi Kotkaniemi | Finnland | 7  | 3 | 6 | 9   | +9  | 37 |
| Oliver Okuliar     | Slowakei | 5  | 4 | 4 | 8   | +5  | 6  |
| Joel Farabee       | USA      | 7  | 4 | 4 | 8   | +1  | 6  |
| Gilian Kohler      | Schweiz  | 5  | 5 | 2 | 7   | +1  | 2  |

#### Beste Torhüter
Abkürzungen: Sp = Spiele, Min = Eiszeit (in Minuten), GT = Gegentore, SO = Shutouts, Sv% = gehaltene Schüsse (in %), GTS = Gegentorschnitt; Fett: Turnierbestwert
| Spieler          | Team       | Sp | Min    | GT | SO | Sv%   | GTS  |
| ---------------- | ---------- | -- | ------ | -- | -- | ----- | ---- |
| Oliver Rodrigue  | Kanada     | 3  | 180:57 | 4  | 1  | 94,94 | 1,33 |
| Olof Lindbom     | Schweden   | 6  | 361:16 | 10 | 0  | 94,90 | 1,66 |
| Justus Annunen   | Finnland   | 6  | 360:00 | 12 | 1  | 91,37 | 2,00 |
| Luca Hollenstein | Schweiz    | 4  | 237:58 | 10 | 1  | 90,65 | 2,52 |
| Lukáš Dostál     | Tschechien | 5  | 251:18 | 14 | 0  | 90,54 | 3,34 |

### Abschlussplatzierungen
| Pl. | Team       |
| --- | ---------- |
| 1   | Finnland   |
| 2   | USA        |
| 3   | Schweden   |
| 4   | Tschechien |
| 5   | Kanada     |
| 6   | Russland   |
| 7   | Slowakei   |
| 8   | Belarus    |
| 9   | Schweiz    |
| 10  | Frankreich |

### Titel, Auf- und Abstieg
| Weltmeister Finnland | Peetro Seppälä, Leevi Aaltonen, Justus Annunen, Konsta Hirvonen, Anttoni Honka, Jere Huhtamaa, Kaapo Kakko, Lenni Killinen, Mikko Kokkonen, Jesperi Kotkaniemi, Rasmus Kupari, Anton Lundell, Jesse Moilanen, Arttu Nevasaari, Niklas Nordgren, Kim Nousiainen, Jasper Patrikainen, Ville Petman, Sampo Ranta, Santeri Salmela, Kristian Tanus, Lassi Thomson, Toni Utunen Trainer: Tommi Niemelä |

| Silber USA | Cole Caufield, Jack DeBoer, Drew DeRidder, Ty Emberson, Joel Farabee, Patrick Giles, Johnny Gruden, Gavin Hain, Jack Hughes, Trevor Janicke, Spencer Knight, K’Andre Miller, Jonathan Mor, Jacob Pivonka, Adam Samuelsson, Mattias Samuelsson, Spencer Stastney, Alex Turcotte, Oliver Wahlstrom, Tyler Weiss, Bode Wilde, Jake Wise, Cam York Trainer: Seth Appert |

| Bronze Schweden | Axel Andersson, Oscar Bäck, Jonatan Berggren, Tobias Björnfot, Adam Boqvist, Jesper Eliasson, Samuel Fagemo, Adam Ginning, Fredrik Granberg, Albin Grewe, David Gustafsson, Nils Höglander, Carl Jakobsson, Filip Johansson, David Lilja, Olof Lindbom, Nils Lundkvist, Linus Nässén, Jacob Olofsson, Nikola Pasic, Jesper Wallstedt, Lukas Wernblom, Marcus Westfält Trainer: Torgny Bendelin |

| Absteiger in die Division IA:   | Frankreich |
| Aufsteiger in die Top-Division: | Lettland   |

### Auszeichnungen
Spielertrophäen
| Auszeichnung         | Spieler      | Team     |
| -------------------- | ------------ | -------- |
| Wertvollster Spieler | Jack Hughes  | USA      |
| Bester Torhüter      | Olof Lindbom | Schweden |
| Bester Verteidiger   | Adam Boqvist | Schweden |
| Bester Stürmer       | Jack Hughes  | USA      |

All-Star-Team
| Angriff:      | Niklas Nordgren – Jack Hughes – Oliver Wahlstrom |
| Verteidigung: | Cam York – Anton Malyschew                       |
| Tor:          | Olof Lindbom                                     |

## Division I

### Gruppe A in Riga, Lettland
Das Turnier der Gruppe A wurde vom 2. bis 8. April 2018 in der lettischen Hauptstadt Riga ausgetragen. Die Spiele fanden in der 10.000 Zuschauer fassenden Arēna Rīga statt. Insgesamt besuchten 9.057 Zuschauer die 15 Turnierspiele, was einem Schnitt von 603 pro Partie entspricht.
Den gastgebenden Letten gelang in souveräner Manier und mit der Maximalausbeute von fünf Siegen der direkte Wiederaufstieg in die Top-Division. Lettland überzeugte besonders durch seine starke Defensive mit lediglich vier Gegentreffern. Dahinter platzierte sich Deutschland, das sich für den fünften Platz im Vorjahr rehabilitierte, die entscheidende Partie am dritten Spieltag gegen Lettland aber trotz der zwischenzeitlichen Führung verlor. Ebenso verabschiedete sich Aufsteiger Slowenien wieder in die Gruppe B, da der Sieg gegen den späteren Dritten Dänemark nicht ausreichend war. Das Direktduell gegen die punktgleichen Norweger ging deutlich mit 0:5 verloren.
| 2. April 2018 12:15 Uhr (Ortszeit) | Deutschland | 7:2 (2:0, 4:2, 1:0) Spielbericht | Dänemark | Arēna Rīga, Riga Zuschauer: 348 |

| 2. April 2018 16:15 Uhr | Norwegen | 2:5 (1:3, 1:2, 0:0) Spielbericht | Kasachstan | Arēna Rīga, Riga Zuschauer: 349 |

| 2. April 2018 20:15 Uhr | Slowenien | 1:2 (0:2, 1:0, 0:0) Spielbericht | Lettland | Arēna Rīga, Riga Zuschauer: 1.126 |

| 3. April 2018 12:15 Uhr | Kasachstan | 0:1 (0:1, 0:0, 0:0) Spielbericht | Deutschland | Arēna Rīga, Riga Zuschauer: 147 |

| 3. April 2018 16:15 Uhr | Dänemark | 2:3 (1:0, 0:1, 1:2) Spielbericht | Slowenien | Arēna Rīga, Riga Zuschauer: 210 |

| 3. April 2018 20:15 Uhr | Lettland | 3:0 (0:0, 1:0, 2:0) Spielbericht | Norwegen | Arēna Rīga, Riga Zuschauer: 983 |

| 5. April 2018 12:15 Uhr | Slowenien | 0:5 (0:0, 0:4, 0:1) Spielbericht | Norwegen | Arēna Rīga, Riga Zuschauer: 210 |

| 5. April 2018 16:15 Uhr | Kasachstan | 2:4 (2:1, 0:1, 0:2) Spielbericht | Dänemark | Arēna Rīga, Riga Zuschauer: 214 |

| 5. April 2018 20:15 Uhr | Lettland | 3:1 (1:1, 1:0, 1:0) Spielbericht | Deutschland | Arēna Rīga, Riga Zuschauer: 1.894 |

| 6. April 2018 12:15 Uhr | Kasachstan | 7:1 (3:0, 1:0, 3:1) Spielbericht | Slowenien | Arēna Rīga, Riga Zuschauer: 86 |

| 6. April 2018 16:15 Uhr | Norwegen | 4:5 (1:2, 2:2, 1:1) Spielbericht | Deutschland | Arēna Rīga, Riga Zuschauer: 157 |

| 6. April 2018 20:15 Uhr | Dänemark | 1:4 (1:1, 0:0, 0:3) Spielbericht | Lettland | Arēna Rīga, Riga Zuschauer: 2.200 |

| 8. April 2018 12:15 Uhr | Dänemark | 5:3 (2:0, 2:2, 1:1) Spielbericht | Norwegen | Arēna Rīga, Riga Zuschauer: 163 |

| 8. April 2018 16:15 Uhr | Deutschland | 8:2 (5:2, 1:0, 2:0) Spielbericht | Slowenien | Arēna Rīga, Riga Zuschauer: 110 |

| 8. April 2018 20:15 Uhr | Lettland | 2:1 (1:1, 0:0, 1:0) Spielbericht | Kasachstan | Arēna Rīga, Riga Zuschauer: 860 |

| Pl. |             | Sp | S | OTS | OTN | N | Tore  | Punkte |
| 1.  | Lettland    | 5  | 5 | 0   | 0   | 0 | 14:04 | 15     |
| 2.  | Deutschland | 5  | 4 | 0   | 0   | 1 | 22:11 | 12     |
| 3.  | Dänemark    | 5  | 2 | 0   | 0   | 3 | 14:19 | 6      |
| 4.  | Kasachstan  | 5  | 2 | 0   | 0   | 3 | 15:10 | 6      |
| 5.  | Norwegen    | 5  | 1 | 0   | 0   | 4 | 14:18 | 3      |
| 6.  | Slowenien   | 5  | 1 | 0   | 0   | 4 | 07:24 | 3      |

Abkürzungen: Pl. = Platz, Sp = Spiele, S = Siege, OTS = Siege nach Verlängerung (Overtime) oder Penaltyschießen, OTN = Niederlagen nach Verlängerung oder Penaltyschießen, N = Niederlagen

Erläuterungen: Aufsteiger in die Top-Division, Absteiger in die Division IB

### Gruppe B in Kiew, Ukraine
Das Turnier der Gruppe B wurde vom 14. bis 20. April 2018 in der ukrainischen Hauptstadt Kiew ausgetragen. Die Spiele fanden im 7.000 Zuschauer fassenden Sportpalast der Stadt statt. Insgesamt besuchten 33.163 Zuschauer die 15 Turnierspiele, was einem Schnitt von 2.210 pro Partie entspricht.
Wie schon in der Gruppe A gelang es auch in der Gruppe B der Division I dem Gastgeber der Aufstieg in die höher eingestufte Gruppe. Die Ukraine setzte sich durch den gewonnenen direkten Vergleich gegen das punktgleich Team aus Österreich durch und stieg damit erstmals in die A-Gruppe der Division I in ihrer derzeitigen Form auf. Die Ukraine war mit einer 0:1-Niederlage ins Turnier gestartet, konnte in der Folge aber vier Spiele gewinnen, darunter auch der letztlich entscheidende 5:3-Sieg gegen Österreich. Der Vorjahresabsteiger Ungarn, der mit zwei Siegen ins Turnier gestartet war und die Tabelle an den ersten beiden Spieltagen angeführt hatte, belegte lediglich den vierten Gesamtrang. Den Gang zurück in die Division II musste Rumänien antreten, das erst im letzten Jahr aufgestiegen war. Die Rumänen verloren alle fünf Spiele und erzielten dabei in nur einem Spiel mehr als ein Tor.
| 14. April 2018 13:00 Uhr (Ortszeit) | Ukraine | 0:1 (0:0, 0:0, 0:1) Spielbericht | Japan | Sportpalast, Kiew Zuschauer: 3.007 |

| 14. April 2018 16:30 Uhr | Italien | 1:2 (1:2, 0:0, 0:0) Spielbericht | Österreich | Sportpalast, Kiew Zuschauer: 1.489 |

| 14. April 2018 20:00 Uhr | Rumänien | 0:5 (0:3, 0:1, 0:1) Spielbericht | Ungarn | Sportpalast, Kiew Zuschauer: 1.198 |

| 15. April 2018 13:00 Uhr | Österreich | 3:5 (1:1, 2:1, 0:3) Spielbericht | Ukraine | Sportpalast, Kiew Zuschauer: 3.104 |

| 15. April 2018 16:30 Uhr | Japan | 5:3 (1:1, 3:2, 1:0) Spielbericht | Rumänien | Sportpalast, Kiew Zuschauer: 1.259 |

| 15. April 2018 20:00 Uhr | Ungarn | 4:0 (1:0, 1:0, 2:0) Spielbericht | Italien | Sportpalast, Kiew Zuschauer: 1.047 |

| 17. April 2018 13:00 Uhr | Rumänien | 1:7 (0:2, 0:2, 1:3) Spielbericht | Italien | Sportpalast, Kiew Zuschauer: 549 |

| 17. April 2018 16:30 Uhr | Österreich | 4:0 (2:0, 1:0, 1:0) Spielbericht | Japan | Sportpalast, Kiew Zuschauer: 1.571 |

| 17. April 2018 20:00 Uhr | Ungarn | 3:4 (1:1, 0:2, 2:1) Spielbericht | Ukraine | Sportpalast, Kiew Zuschauer: 4.537 |

| 18. April 2018 13:00 Uhr | Österreich | 7:1 (4:0, 1:1, 2:0) Spielbericht | Rumänien | Sportpalast, Kiew Zuschauer: 954 |

| 18. April 2018 16:30 Uhr | Japan | 3:2 n. P. (1:0, 1:0, 0:2, 0:0, 1:0) Spielbericht | Ungarn | Sportpalast, Kiew Zuschauer: 1.398 |

| 18. April 2018 20:00 Uhr | Italien | 1:3 (0:0, 1:2, 0:1) Spielbericht | Ukraine | Sportpalast, Kiew Zuschauer: 4.827 |

| 20. April 2018 13:00 Uhr | Japan | 3:2 n. V. (1:1, 0:0, 1:1, 1:0) Spielbericht | Italien | Sportpalast, Kiew Zuschauer: 1.073 |

| 20. April 2018 16:30 Uhr | Ungarn | 0:4 (0:1, 0:1, 0:2) Spielbericht | Österreich | Sportpalast, Kiew Zuschauer: 2.150 |

| 20. April 2018 20:00 Uhr | Ukraine | 6:0 (2:0, 2:0, 2:0) Spielbericht | Rumänien | Sportpalast, Kiew Zuschauer: 5.000 |

| Pl. |            | Sp | S | OTS | OTN | N | Tore  | Punkte |
| 1.  | Ukraine    | 5  | 4 | 0   | 0   | 1 | 18:08 | 12     |
| 2.  | Österreich | 5  | 4 | 0   | 0   | 1 | 20:07 | 12     |
| 3.  | Japan      | 5  | 2 | 2   | 0   | 1 | 12:11 | 10     |
| 4.  | Ungarn     | 5  | 2 | 0   | 1   | 2 | 14:11 | 7      |
| 5.  | Italien    | 5  | 1 | 0   | 1   | 3 | 11:13 | 4      |
| 6.  | Rumänien   | 5  | 0 | 0   | 0   | 5 | 05:30 | 0      |

Abkürzungen: Pl. = Platz, Sp = Spiele, S = Siege, OTS = Siege nach Verlängerung (Overtime) oder Penaltyschießen, OTN = Niederlagen nach Verlängerung oder Penaltyschießen, N = Niederlagen

Erläuterungen: Aufsteiger in die Division IA, Absteiger in die Division IIA

### Auf- und Abstieg
| Absteiger in die Division IA:   | Frankreich     |
| Aufsteiger in die Top-Division: | Lettland       |
| Absteiger in die Division IB:   | Slowenien      |
| Aufsteiger in die Division IA:  | Ukraine        |
| Absteiger in die Division IIA:  | Rumänien       |
| Aufsteiger in die Division IB:  | Großbritannien |

## Division II

### Gruppe A in Tallinn, Estland
Das Turnier der Gruppe A der Division II wurde vom 1. bis 7. April 2018 in der estnischen Hauptstadt Tallinn ausgetragen. Die Spiele fanden in der 5.840 Zuschauer fassenden Tondiraba jäähall statt. Insgesamt besuchten 5.655 Zuschauer die 15 Turnierspiele, was einem Schnitt von 377 pro Spiel entspricht.
Vor dem letzten Spieltag ergab die Tabellenkonstellation, dass noch drei Teams den Aufstieg in die Division I schaffen konnten. Sowohl Polen als auch Großbritannien und Litauen lagen mit neun Punkten auf den vorderen drei Plätzen der Tabelle. Dabei wiesen die Polen die beste Bilanz in den Direktduellen der drei punktgleichen Mannschaften untereinander auf, wodurch sie als einzige der drei Mannschaften aus eigener Kraft den Aufstieg schaffen konnten und nicht auf Punktverluste der Konkurrenz hoffen mussten. Litauen und Großbritannien erfüllten ihre Aufgaben zunächst, während Polen – trotz einer zwischenzeitlichen 3:0-Führung – jedoch erst in der Verlängerung gegen Gastgeber Estland gewann. Durch den Punktverlust sprang Großbritannien noch auf den ersten Rang und machte damit den ersten Aufstieg in die Division I seit 2011 perfekt, während Polen als Dritter den direkten Wiederaufstieg verpasste. Den Abstieg in die Gruppe B der Division II musste Aufsteiger Australien hinnehmen. Die Australier verloren sämtliche fünf Spiele und stiegen ohne Punktgewinn sowie mit einer Torbilanz von 4:44 wieder direkt in die Gruppe B ab.
| 1. April 2018 13:00 Uhr (Ortszeit) | Australien | 1:4 (1:1, 0:2, 0:1) Spielbericht | Südkorea | Tondiraba jäähall, Tallinn Zuschauer: 183 |

| 1. April 2018 16:30 Uhr | Litauen | 4:3 (1:1, 1:0, 2:2) Spielbericht | Polen | Tondiraba jäähall, Tallinn Zuschauer: 247 |

| 1. April 2018 20:00 Uhr | Estland | 3:6 (0:4, 3:2, 0:0) Spielbericht | Großbritannien | Tondiraba jäähall, Tallinn Zuschauer: 984 |

| 2. April 2018 13:00 Uhr | Polen | 4:0 (1:0, 1:0, 2:0) Spielbericht | Südkorea | Tondiraba jäähall, Tallinn Zuschauer: 131 |

| 2. April 2018 16:30 Uhr | Großbritannien | 9:2 (2:1, 5:1, 2:0) Spielbericht | Australien | Tondiraba jäähall, Tallinn Zuschauer: 152 |

| 2. April 2018 20:00 Uhr | Estland | 0:7 (0:2, 0:2, 0:3) Spielbericht | Litauen | Tondiraba jäähall, Tallinn Zuschauer: 583 |

| 4. April 2018 13:00 Uhr | Polen | 5:4 (3:2, 0:2, 2:0) Spielbericht | Großbritannien | Tondiraba jäähall, Tallinn Zuschauer: 185 |

| 4. April 2018 16:30 Uhr | Litauen | 2:1 (0:0, 1:1, 1:0) Spielbericht | Südkorea | Tondiraba jäähall, Tallinn Zuschauer: 227 |

| 4. April 2018 20:00 Uhr | Estland | 8:0 (3:0, 0:0, 5:0) Spielbericht | Australien | Tondiraba jäähall, Tallinn Zuschauer: 481 |

| 6. April 2018 13:00 Uhr | Großbritannien | 3:2 (1:0, 2:2, 0:0) Spielbericht | Litauen | Tondiraba jäähall, Tallinn Zuschauer: 325 |

| 6. April 2018 16:30 Uhr | Australien | 0:16 (0:7, 0:5, 0:4) Spielbericht | Polen | Tondiraba jäähall, Tallinn Zuschauer: 167 |

| 6. April 2018 20:00 Uhr | Südkorea | 4:3 (3:1, 0:1, 1:1) Spielbericht | Estland | Tondiraba jäähall, Tallinn Zuschauer: 749 |

| 7. April 2018 13:00 Uhr | Litauen | 7:1 (3:1, 1:0, 3:0) Spielbericht | Australien | Tondiraba jäähall, Tallinn Zuschauer: 131 |

| 7. April 2018 16:30 Uhr | Südkorea | 3:4 (0:2, 3:1, 0:1) Spielbericht | Großbritannien | Tondiraba jäähall, Tallinn Zuschauer: 355 |

| 7. April 2018 20:00 Uhr | Polen | 4:3 n. V. (1:0, 2:2, 0:1, 1:0) Spielbericht | Estland | Tondiraba jäähall, Tallinn Zuschauer: 755 |

| Pl. |                | Sp | S | OTS | OTN | N | Tore  | Punkte |
| 1.  | Großbritannien | 5  | 4 | 0   | 0   | 1 | 26:15 | 12     |
| 2.  | Litauen        | 5  | 4 | 0   | 0   | 1 | 22:08 | 12     |
| 3.  | Polen          | 5  | 3 | 1   | 0   | 1 | 32:11 | 11     |
| 4.  | Südkorea       | 5  | 2 | 0   | 0   | 3 | 12:14 | 6      |
| 5.  | Estland        | 5  | 1 | 0   | 1   | 3 | 17:21 | 4      |
| 6.  | Australien     | 5  | 0 | 0   | 0   | 5 | 04:44 | 0      |

Abkürzungen: Pl. = Platz, Sp = Spiele, S = Siege, OTS = Siege nach Verlängerung (Overtime) oder Penaltyschießen, OTN = Niederlagen nach Verlängerung oder Penaltyschießen, N = Niederlagen

Erläuterungen: Aufsteiger in die Division IB, Absteiger in die Division IIB

### Gruppe B in Zagreb, Kroatien
Das Turnier der Gruppe B wurde vom 24. bis 30. März 2018 in der kroatischen Hauptstadt Zagreb ausgetragen. Die Spiele fanden in der 6.300 Zuschauer fassenden Eishalle des Dom športova statt. Insgesamt besuchten 6.816 Zuschauer die 15 Turnierspiele, was einem Schnitt von 454 pro Spiel entspricht.
Den Aufstieg in die Gruppe A der Division II sicherte sich Spanien, das 14 von 15 möglichen Punkten sammelte. Im entscheidenden Spiel um den Aufstieg schlugen die Iberer am Schlusstag den Gastgeber und Vorjahresabsteiger Kroatien mit 4:1. Die Kroaten verpassten damit die Rückkehr in die A-Gruppe. Als Absteiger musste Island den Weg in die Division III antreten. Die Niederlande gewannen das abschließende Spiel beider Teams, das für den Abstieg entscheidend war. Der Vorjahresaufsteiger aus der Volksrepublik China hatte sich bereits am Spieltag zuvor den Klassenerhalt gesichert.
| 24. März 2018 13:00 Uhr (Ortszeit) | Spanien | 8:3 (6:0, 1:2, 1:1) Spielbericht | Island | Dom sportova, Zagreb Zuschauer: 89 |

| 24. März 2018 16:30 Uhr | Volksrepublik China | 5:6 n. P. (1:2, 3:1, 1:2, 0:0, 0:1) Spielbericht | Niederlande | Dom sportova, Zagreb Zuschauer: 131 |

| 24. März 2018 20:00 Uhr | Serbien | 1:2 (0:0, 0:1, 1:1) Spielbericht | Kroatien | Dom sportova, Zagreb Zuschauer: 1.213 |

| 25. März 2018 13:00 Uhr | Island | 0:5 (0:2, 0:1, 0:2) Spielbericht | Volksrepublik China | Dom sportova, Zagreb Zuschauer: 87 |

| 25. März 2018 16:30 Uhr | Spanien | 3:2 n. P. (1:1, 0:1, 1:0, 0:0, 1:0) Spielbericht | Serbien | Dom sportova, Zagreb Zuschauer: 212 |

| 25. März 2018 20:00 Uhr | Kroatien | 3:0 (1:0, 0:0, 2:0) Spielbericht | Niederlande | Dom sportova, Zagreb Zuschauer: 850 |

| 27. März 2018 13:00 Uhr | Serbien | 4:5 n. V. (1:2, 2:1, 1:1, 0:1) Spielbericht | Niederlande | Dom sportova, Zagreb Zuschauer: 88 |

| 27. März 2018 16:30 Uhr | Spanien | 7:3 (2:0, 2:1, 3:2) Spielbericht | Volksrepublik China | Dom sportova, Zagreb Zuschauer: 80 |

| 27. März 2018 20:00 Uhr | Kroatien | 5:4 n. P. (1:2, 2:0, 1:2, 0:0, 1:0) Spielbericht | Island | Dom sportova, Zagreb Zuschauer: 760 |

| 28. März 2018 13:00 Uhr | Niederlande | 4:5 (0:2, 2:1, 2:2) Spielbericht | Spanien | Dom sportova, Zagreb Zuschauer: 91 |

| 28. März 2018 16:30 Uhr | Island | 1:5 (0:3, 1:2, 0:0) Spielbericht | Serbien | Dom sportova, Zagreb Zuschauer: 46 |

| 28. März 2018 20:00 Uhr | Volksrepublik China | 3:2 (0:2, 1:0, 2:0) Spielbericht | Kroatien | Dom sportova, Zagreb Zuschauer: 890 |

| 30. März 2018 13:00 Uhr | Serbien | 4:0 (1:0, 2:0, 1:0) Spielbericht | Volksrepublik China | Dom sportova, Zagreb Zuschauer: 65 |

| 30. März 2018 16:30 Uhr | Niederlande | 3:1 (1:0, 0:0, 2:1) Spielbericht | Island | Dom sportova, Zagreb Zuschauer: 84 |

| 30. März 2018 20:00 Uhr | Kroatien | 1:4 (0:1, 0:2, 1:1) Spielbericht | Spanien | Dom sportova, Zagreb Zuschauer: 2.130 |

| Pl. |                     | Sp | S | OTS | OTN | N | Tore  | Punkte |
| 1.  | Spanien             | 5  | 4 | 1   | 0   | 0 | 27:13 | 14     |
| 2.  | Kroatien            | 5  | 2 | 1   | 0   | 2 | 13:12 | 8      |
| 3.  | Serbien             | 5  | 2 | 0   | 2   | 1 | 16:11 | 8      |
| 4.  | Niederlande         | 5  | 1 | 2   | 0   | 2 | 18:18 | 7      |
| 5.  | Volksrepublik China | 5  | 2 | 0   | 1   | 2 | 16:19 | 7      |
| 6.  | Island              | 5  | 0 | 0   | 1   | 4 | 09:26 | 1      |

Abkürzungen: Pl. = Platz, Sp = Spiele, S = Siege, OTS = Siege nach Verlängerung (Overtime) oder Penaltyschießen, OTN = Niederlagen nach Verlängerung oder Penaltyschießen, N = Niederlagen

Erläuterungen: Aufsteiger in die Division IIA, Absteiger in die Division IIIA

### Auf- und Abstieg
| Absteiger in die Division IIA:  | Rumänien       |
| Aufsteiger in die Division IB:  | Großbritannien |
| Absteiger in die Division IIB:  | Australien     |
| Aufsteiger in die Division IIA: | Spanien        |
| Absteiger in die Division IIIA: | Island         |
| Aufsteiger in die Division IIB: | Belgien        |

## Division III

### Gruppe A in Erzurum, Türkei
Das Turnier der Gruppe A wurde vom 26. März bis 1. April 2018 im türkischen Erzurum ausgetragen. Die Spiele fanden im 3.000 Zuschauer fassenden Erzurum Gençlik Hizmetleri ve Spor İl Müdürlüğü statt. Insgesamt besuchten 10.134 Zuschauer die 15 Turnierspiele, was einem Schnitt von 675 pro Partie entspricht.
Durch einen Sieg am abschließenden Turniertag gegen Israel kehrte Belgien nach dem Abstieg im Vorjahr zurück in die Division II. Dabei geriet der Wiederaufstieg nach drei souveränen Siegen zu Beginn nach einer Niederlage gegen den überraschend starken Aufsteiger Mexiko noch in Gefahr. Der knappe Sieg am Schlusstag über Israel war jedoch ausreichend, nachdem die Mexikaner zu Turnierbeginn gegen Israel und den Gastgeber Türkei Punkte gelassen hatten. Den Abstieg in die Gruppe B der Division III musste die Republik China (Taiwan) hinnehmen, das zum Turnierstart eine 1:19-Niederlage gegen Belgien hinnehmen musste und sich davon nicht mehr rehabilitieren konnte.
| 26. März 2018 13:00 Uhr (Ortszeit) | Republik China (Taiwan) | 1:19 (0:4, 1:7, 0:8) Spielbericht | Belgien | Gençlik Hizmetleri ve Spor İl Müdürlüğü, Erzurum Zuschauer: 100 |

| 26. März 2018 16:30 Uhr | Mexiko | 4:2 (1:2, 1:0, 2:0) Spielbericht | Bulgarien | Gençlik Hizmetleri ve Spor İl Müdürlüğü, Erzurum Zuschauer: 124 |

| 26. März 2018 20:00 Uhr | Israel | 2:0 (0:0, 1:0, 1:0) Spielbericht | Türkei | Gençlik Hizmetleri ve Spor İl Müdürlüğü, Erzurum Zuschauer: 1.500 |

| 27. März 2018 13:00 Uhr | Belgien | 6:3 (0:1, 2:0, 4:2) Spielbericht | Bulgarien | Gençlik Hizmetleri ve Spor İl Müdürlüğü, Erzurum Zuschauer: 130 |

| 27. März 2018 16:30 Uhr | Israel | 5:4 n. V. (1:1, 3:2, 0:1, 1:0) Spielbericht | Republik China (Taiwan) | Gençlik Hizmetleri ve Spor İl Müdürlüğü, Erzurum Zuschauer: 182 |

| 27. März 2018 20:00 Uhr | Türkei | 3:1 (0:1, 2:0, 1:0) Spielbericht | Mexiko | Gençlik Hizmetleri ve Spor İl Müdürlüğü, Erzurum Zuschauer: 1.630 |

| 29. März 2018 13:00 Uhr | Israel | 3:4 n. V. (1:1, 2:1, 0:1, 0:1) Spielbericht | Mexiko | Gençlik Hizmetleri ve Spor İl Müdürlüğü, Erzurum Zuschauer: 175 |

| 29. März 2018 16:30 Uhr | Republik China (Taiwan) | 7:6 n. V. (3:2, 2:1, 1:3, 1:0) Spielbericht | Bulgarien | Gençlik Hizmetleri ve Spor İl Müdürlüğü, Erzurum Zuschauer: 160 |

| 29. März 2018 20:00 Uhr | Belgien | 6:0 (1:0, 3:0, 2:0) Spielbericht | Türkei | Gençlik Hizmetleri ve Spor İl Müdürlüğü, Erzurum Zuschauer: 1.420 |

| 30. März 2018 13:00 Uhr | Bulgarien | 3:1 (0:0, 2:1, 1:0) Spielbericht | Israel | Gençlik Hizmetleri ve Spor İl Müdürlüğü, Erzurum Zuschauer: 148 |

| 30. März 2018 16:30 Uhr | Mexiko | 3:2 (1:0, 1:1, 1:1) Spielbericht | Belgien | Gençlik Hizmetleri ve Spor İl Müdürlüğü, Erzurum Zuschauer: 275 |

| 30. März 2018 20:00 Uhr | Türkei | 7:2 (1:0, 2:1, 4:1) Spielbericht | Republik China (Taiwan) | Gençlik Hizmetleri ve Spor İl Müdürlüğü, Erzurum Zuschauer: 1.900 |

| 1. April 2018 13:00 Uhr | Republik China (Taiwan) | 2:5 (0:2, 0:3, 2:0) Spielbericht | Mexiko | Gençlik Hizmetleri ve Spor İl Müdürlüğü, Erzurum Zuschauer: 140 |

| 1. April 2018 16:30 Uhr | Belgien | 2:1 (1:1, 0:0, 1:0) Spielbericht | Israel | Gençlik Hizmetleri ve Spor İl Müdürlüğü, Erzurum Zuschauer: 350 |

| 1. April 2018 20:00 Uhr | Bulgarien | 3:1 (1:0, 0:0, 2:1) Spielbericht | Türkei | Gençlik Hizmetleri ve Spor İl Müdürlüğü, Erzurum Zuschauer: 1.900 |

| Pl. |                         | Sp | S | OTS | OTN | N | Tore  | Punkte |
| 1.  | Belgien                 | 5  | 4 | 0   | 0   | 1 | 35:08 | 12     |
| 2.  | Mexiko                  | 5  | 3 | 1   | 0   | 1 | 17:12 | 11     |
| 3.  | Bulgarien               | 5  | 2 | 0   | 1   | 2 | 17:19 | 7      |
| 4.  | Israel                  | 5  | 1 | 1   | 1   | 2 | 12:13 | 6      |
| 5.  | Türkei                  | 5  | 2 | 0   | 0   | 3 | 11:14 | 6      |
| 6.  | Republik China (Taiwan) | 5  | 0 | 1   | 1   | 3 | 16:42 | 3      |

Abkürzungen: Pl. = Platz, Sp = Spiele, S = Siege, OTS = Siege nach Verlängerung (Overtime) oder Penaltyschießen, OTN = Niederlagen nach Verlängerung oder Penaltyschießen, N = Niederlagen

Erläuterungen: Aufsteiger in die Division IIB, Absteiger in die Division IIIB

### Gruppe B in Queenstown, Neuseeland
Das Turnier der Gruppe B wurde vom 26. bis 28. April 2018 im neuseeländischen Queenstown ausgetragen. Die Spiele fanden in der 150 Zuschauer fassenden Queenstown Ice Arena statt. Insgesamt besuchten 1.068 Zuschauer die drei Turnierspiele, was einem Schnitt von 356 pro Partie entspricht.
Durch zwei deutliche Siege gelang Ausrichter und Vorjahresabsteiger Neuseeland der direkte Wiederaufstieg in die Gruppe A der Division III. Hongkong und Südafrika belegten – wie schon im vorangegangenen Jahr – die weiteren Plätze.
| 26. April 2018 19:00 Uhr (Ortszeit) | 26. April 2018 9:00 Uhr (MESZ) | Südafrika | 1:4 (1:1, 0:2, 0:1) Spielbericht | Neuseeland | Ice Arena, Queenstown Zuschauer: 325 |

| 27. April 2018 19:00 Uhr | 27. April 2018 9:00 Uhr | Hongkong | 4:2 (1:2, 0:0, 3:0) Spielbericht | Südafrika | Ice Arena, Queenstown Zuschauer: 168 |

| 28. April 2018 19:00 Uhr | 28. April 2018 9:00 Uhr | Neuseeland | 8:5 (2:1, 4:1, 2:3) Spielbericht | Hongkong | Ice Arena, Queenstown Zuschauer: 575 |

| Pl. |            | Sp | S | OTS | OTN | N | Tore  | Punkte |
| 1.  | Neuseeland | 2  | 2 | 0   | 0   | 0 | 12:06 | 6      |
| 2.  | Hongkong   | 2  | 1 | 0   | 0   | 1 | 09:10 | 3      |
| 3.  | Südafrika  | 2  | 0 | 0   | 0   | 2 | 03:08 | 0      |

Abkürzungen: Pl. = Platz, Sp = Spiele, S = Siege, OTS = Siege nach Verlängerung (Overtime) oder Penaltyschießen, OTN = Niederlagen nach Verlängerung oder Penaltyschießen, N = Niederlagen

Erläuterungen: Aufsteiger in die Division IIIA

### Auf- und Abstieg
| Absteiger in die Division IIIA:  | Island                  |
| Aufsteiger in die Division IIB:  | Belgien                 |
| Absteiger in die Division IIIB:  | Republik China (Taiwan) |
| Aufsteiger in die Division IIIA: | Neuseeland              |